# 林保雍
林保雍（1952年－），是臺灣企業家，出生於臺中縣石岡鄉（現臺中市石岡區）的客家農戶家庭，只有初級中學（現臺中市立東勢國民中學）學歷，為神腦國際的創辦人。